# 汐見洋
汐見 洋（しおみ よう、1895年7月7日 - 1964年7月1日）は、日本の俳優である。本名は片山 喜三郎（かたやま きさぶろう）。旧芸名は汐見 蓊（しおみ しげる）。日本映画データベースにおいて、汐見扇は誤りである。

## 来歴・人物
1895年（明治28年）7月7日、東京府東京市（現在の東京都）に生まれる。1917年（大正6年）、慶應義塾大学経済学部を中退、会社勤務の傍ら演劇を研究する。

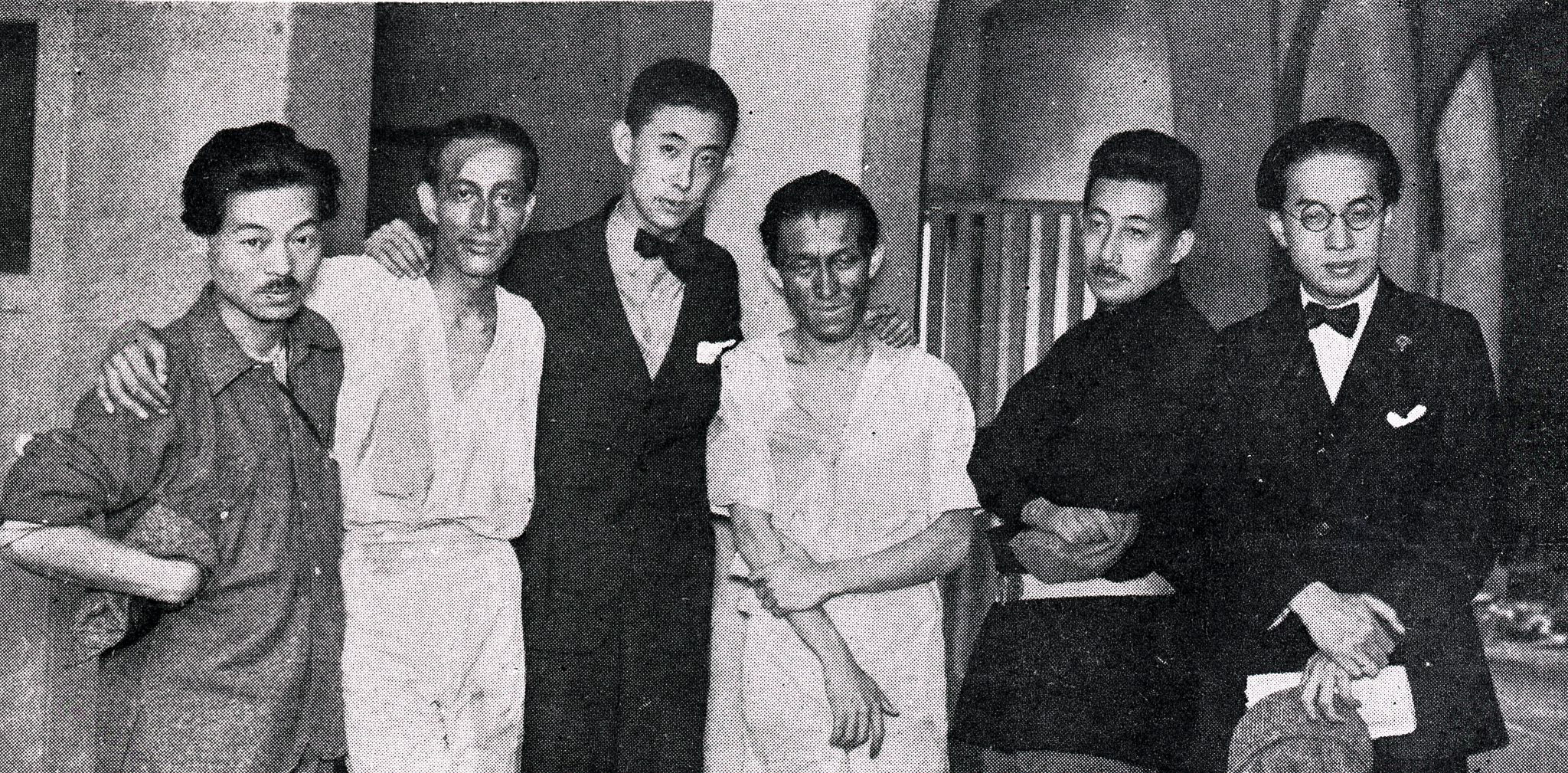
設立時の築地小劇場同人。
左から和田精、汐見洋、浅利鶴雄、友田恭助、小山内薫 、土方与志

1920年（大正9年）、石川治、西條軍之助らと新劇団研究座を組織し、汐見 蓊名義でに同年4月の有楽座での第一回公演『星飛ぶ夜』で初舞台を踏む。1924年（大正13年）6月、小山内薫、土方与志らの築地小劇場創立に参加、第一回公演『海戦』以降、築地の舞台に立つ。1927年（昭和2年）、日本のトーキー映画の先駆をなした皆川式トーキー『黎明』に築地小劇場の座員と共に出演、小山内薫監督の下で主役を演じた。
1929年（昭和4年）3月、築地小劇場が分裂し、1930年（昭和5年）6月に青山杉作、友田恭助、田村秋子らと劇団新東京を結成する。『フィガロの結婚』を第一回公演に八住利雄作品『罌粟はなぜ赤い』『街のルンペン』などを上演し、1931年（昭和6年）9月に同劇団は解散。1932年（昭和7年）、青山杉作、東山千栄子らと劇団東京を結成。『美しき葡萄畑』で旗上げするも1933年（昭和8年）1月に敢え無く解散。この間、端正な容姿と品格を持った演技でスタアとして活躍した。
1934年（昭和9年）1月、P.C.L.映画製作所の準専属となり、芸名も汐見 洋と改名。1935年（昭和10年）に公開された木村荘十二監督映画『さくら音頭・涙の母』に出演して以降、映画俳優として同年公開の成瀬巳喜男監督映画『噂の娘』に出演する一方、1934年（昭和9年）1月に結成された関西新派に参加する。1937年（昭和11年）10月、東宝の専属俳優となり戦時中も積極的に出演するようになる。戦後の1946年（昭和21年）、渡辺邦男監督映画『麗人』などの作品に出演したのち、1947年（昭和22年）に新東宝へ転じたが、東宝争議終結後の1952年（昭和27年）に東宝に復帰する。1955年（昭和30年）には日活と契約を結び、同年、女優の田中絹代が監督を務めた映画『月は上りぬ』など主に老け役で折り目の正しい演技を見せてその後、東京映画と契約する。
ところが、1964年（昭和39年）に公開された石井輝男監督映画『御金蔵破り』に出演するが、封切りを待たず同年7月1日午後1時30分、消化器疾患のため東京都杉並区西永福の樺島病院で死去した。満68歳没。

## 出演作品
- 愛の曲（1924年、映画芸術協会） - 老いたるバイオリニスト
- 黎明（1927年、ミナトーキー） - 男A
- 浪子（1932年、オリエンタル映画）
- 午前二時半（1933年、富士発声）
- さくら音頭・涙の母（1934年、P.C.L.）
- 浪子の一生（1934年、P.C.L.）
- 雁来紅（1934年、入江プロ） - 社長陳文賢
- 貞操問答 高原の巻・都会の巻（1935年、入江プロ） - 木賀
- 国境の町（1935年、新興東京） - 子爵久松栄一
- 奮恋（1935年、P.C.L.）
- かぐや姫（1935年、J.O.） - 翁
- 噂の娘（1935年、P.C.L.） - 啓作
- 洋上の感激（1936年、新興東京） - 日本科学界の権威土田博士
- 桜の園（1936年、新興東京） - 大地主安藤雅晴
- 雪崩（1937年、P.C.L.） - 父
- 南国太平記（1937年、J.O.） - 桃牛舎南玉
- 美しき鷹（1937年、P.C.L.）
- 禍福　前篇・後篇（1937年、P.C.L.） - 父
- たそがれの湖（1937年、東宝映画東京） - 支配人山岸
- 花束の夢（1938年、東宝映画東京）
- 巨人伝（1938年、東宝映画東京） - 和尚
- 藤十郎の恋（1938年、東宝映画東京） - 亀屋菊右衛門
- 新柳桜（1938年、東宝映画東京）
- 鶯（1938年、東京発声） - 医師
- 吾亦紅 前篇（1938年、東宝映画東京）
- チョコレートと兵隊（1938年、東宝映画東京） - 製菓会社専務
- 武道千一夜（1938年、東宝映画東京） - 和泉屋
- 胡椒息子（1938年、東宝映画東京）
- 新篇 丹下左膳（東宝映画東京） - 本陣の生人七右衛門
  - 新篇 丹下左膳 妖刀篇（1938年）
  - 新篇 丹下左膳 隻手篇（1939年）
  - 新篇 丹下左膳 隻眼の巻（1939年）
  - 新篇 丹下左膳 恋車の巻（1940年）
- 吾亦紅 後篇 戦野に咲く（1939年、東宝映画東京）
- 忠臣蔵 前篇・後篇（1939年、東宝映画東京） - 小野寺十内
- 幼き者の旗（1939年、東宝映画京都）
- われ等が教官（1939年、東宝映画東京）
- 街（1939年、東宝映画東京）
- リボンを結ぶ夫人（1939年、東宝映画東京）
- 松下村塾（1939年、東京発声）
- 光と影 前篇・後篇（1940年、東宝映画東京） - 父有作
- 仇討ごよみ（1940年、東宝映画東京） - 須美の父
- 化粧雪（1940年、東宝映画東京） - 父利三郎
- 嫁ぐ日まで（1940年、東宝映画東京） - 奥村喜造
- 妻の場合 前篇・後篇（1940年、東宝映画東京）
- 銀翼の乙女（1940年、東宝映画東京）
- 幡随院長兵衛（1940年、南旺映画） - 松平伊豆守信綱
- 支那の夜 前篇・後篇（1940年、東宝映画東京） - 張子仙
- 奥村五百子（1940年、東京発声） - 奥村円心
- 嵐に咲く花（1940年、東宝映画京都 　...　エドワード・スネル
- 続蛇姫様（1940年、東宝映画東京） - 大久保佐渡守
- 二人の世界（1940年、東宝映画東京） - 織田常務
- 兄の花嫁（1941年、東宝映画東京） - 仲人
- 長谷川・ロッパの 家光と彦左（1941年、東宝映画東京） - 天海僧正
- 白鷺（1941年、東宝映画東京） - 津川
- 阿波の踊子（1941年、東宝映画京都）
- 赤い手の娘達（1941年、東宝映画東京）
- 指導物語（1941年、東宝映画東京） - 機関区長
- 八十八年目の太陽（1941年、東宝映画東京） - 所長
- 男の花道（1941年、東宝映画） - 津之国屋千右衛門
- 緑の大地（1942年、東宝映画） - 楊鴻源
- 水滸伝（1942年、東宝映画） - 公孫勝一清道人
- おもかげの街（1942年、東宝映画）
- ハワイ・マレー沖海戦（1942年、東宝映画） - 父周右衛門[4]
- 伊那の勘太郎（1943年、東宝映画） - 庄屋嘉左衛門
- 男（1943年、東宝映画）
- 名人長次彫（1943年、東宝映画） - 喜左衛門
- 日常の戦ひ（1944年、東宝） - 阿部先生
- 十一人の女学生（1946年、東宝） - 文部省学校局長
- 麗人（1946年、東宝） - 父兼定
- 東宝千一夜（1947年、新東宝） - 演出家
- 大江戸の鬼（1947年、新東宝）
- 御桜殿（1948年、マキノ映画） - 白木の大臣
- 生きている画像（1948年、新東宝）
- 夢よもういちど（1949年、新東宝）
- 人生選手（1949年、新東宝） - 森先生
- 湯の町悲歌（1949年、新東宝） - 多賀雄
- 毒薔薇（1949年、大映東京） - 長谷川
- 夢よもういちど（1949年、新東宝） - 永代教授
- 処女（1950年、新東宝） - 父清一
- 女左膳（1950年、新東宝） - 紀州公
- 窓から飛び出せ（1950年、新東宝） - 徳山理太郎
- 憧れのハワイ航路（1950年、新東宝） - 岡田の父
- 右門捕物帖 片眼狼（1951年、新東宝） - 大森頼母
- 運命（1951年、新東宝）
- 熱砂の白蘭（1951年、新東宝）
- 平手造酒（1951年、新東宝）
- 宝塚夫人（1951年、新東宝）
- 有頂天時代（1951年、新東宝） - アナウンサー学校の講師
- 丘は花ざかり（1952年、新東宝）
- 犬姫様（1952年、新東宝） - 板倉伊勢守
- 若き日のあやまち（1952年、新東宝）
- 春秋鏡山城（1952年、宝塚映画）
- 金の卵 Golden Girl（1952年、東宝） - 所長
- 右門捕物帖 謎の血文字（1952年、新東宝）
- 朝の波紋（1952年、新東宝）
- 風雲千両船（1952年、新東宝）
- 恋の応援団長（1952年、新東宝） - 谷川教授
- ひまわり娘（1953年、東宝） - 父良蔵
- モンテルンパ 望郷の歌（1953年、東宝）
- 午前零時（1953年、東宝）
- 続思春期（1953年、東宝） - 校長
- 秘めたる母（1953年、新映プロ）
- 太平洋の鷲（1953年、東宝） - 高野[4]
- 抱擁（1953年、東宝）
- 坊ちゃん社員（1954年、東宝） - まり子の父
- 透明人間（1954年、東宝） - 科学者[5]
- 月は上りぬ（1955年、日活） - 禅寺の住持慈海
- 怪奇黒猫組（1955年、永和プロ）
  - 怪奇黒猫組第一部 雲霧仙人の巻
  - 怪奇黒猫組第三部 黒猫変化の巻
- 春の夜の出来事（1955年、日活） - 石神氏
- 江戸一寸の虫（1955年、日活）
- 火の鳥（1956年、日活） - かもめのマスター
- むすめ巡礼 流れの花（1956年、日活） - Dの寺の住職
- 夏の嵐（1956年、日活） - 浅井義孝
- 青い怒涛（1956年、日活） - 滝春海
- 感傷夫人（1956年、日活） - 東山老人
- 沖縄の民（1956年、日活） - 祖父
- 孤獨の人（1957年、日活） - 京極の祖父
- 反逆者（1957年、日活） - 大友
- 池田大助捕物帖 血染の白矢（1957年、日活） - 安宅外記
- 月下の若武者（1957年、日活） - 畠野五郎兵衛
- 危険な年齢（1957年、日活）
- 美徳のよろめき（1957年、日活） - 伯父
- 嵐を呼ぶ男（1957年、日活） - 大熊教授
- 永遠に答えず 完結篇（1958年、日活） - みつ子養父
- 悪魔と天使の季節（1959年、日活） - 井沢校長
- 暗夜行路（1959年、東宝） - 永井老人